# Conothele doleschalli
Conothele doleschalli là một loài nhện trong họ Ctenizidae.
Loài này thuộc chi Conothele. Conothele doleschalli được miêu tả năm 1881 bởi Tord Tamerlan Teodor Thorell.